# Nowy kościół św. Gertrudy w Rydze
Nowy kościół św. Gertrudy w Rydze (łot. Jaunā Svētās Ģertrūdes evaņģēliski luteriskā baznīca) – luterańska świątynia położona w Rydze przy Brīvības iela 119 (na skrzyżowaniu z Tallinas i Cēsu) zbudowana w stylu neogotyku w 1906.

## Historia
Kościół wzniesiono w 1906 na rogu obecnych ulic Wolności i Tallińskiej według projektu von Strücka. Od 1911 ołtarz zdobi obraz J. Rozentāla "Kristus svētī bērnus" (Chrystus błogosławi dzieci). Elementem charakterystycznym zbudowanego w stylu neogotyckim budynku jest 69-metrowa wieża.